# Hother Tolderlund
Hother Hakon Viggo Tolderlund, född den 2 december 1820 i Nakskov, död den 9 april 1880 i Köpenhamn, var en dansk författare.
Tolderlund var underläkare i kriget 1848–1850 och garnisonsläkare i staden Slesvig 1852–1864. Han offentliggjorde 1851 Fortællinger fra Felten, af Dr. H. och utgav efter hand under samma märke en mängd berättelser och teckningar ur folklivet, i synnerhet från Slesvig, samt åtskilliga reseskildringar, som Billeder fra Orienten (1875) och Fra Syd  og Nord (1876), där han visar stor iakttagelse- och berättarförmåga.